# Radøy
Radøy é uma comuna da Noruega, com 110 km² de área e 4 656 habitantes (censo de 2005).         